# Liste der Monuments historiques in Coust
Die Liste der Monuments historiques in Coust führt die Monuments historiques in der französischen Gemeinde Coust auf.

## Liste der Bauwerke
| Bezeichnung        | Beschreibung                                               | Standort | Kennzeichnung | Schutzstatus | Datum | Bild           |
| ------------------ | ---------------------------------------------------------- | -------- | ------------- | ------------ | ----- | -------------- |
| Kirche Notre-Dame  | Erbaut im 12. Jahrhundert                                  | (Lage)   | PA00096781    | Classé       | 1911  | weitere Bilder |
| Friedhofskreuz     | Erbaut 1472                                                | (Lage)   | PA00096780    | Classé       | 1892  | weitere Bilder |
| Château du Creuzet | Schloss, erbaut in der zweiten Hälfte des 15. Jahrhunderts | (Lage)   | PA18000063    | Inscrit      | 2014  | weitere Bilder |